# Marie Krogh

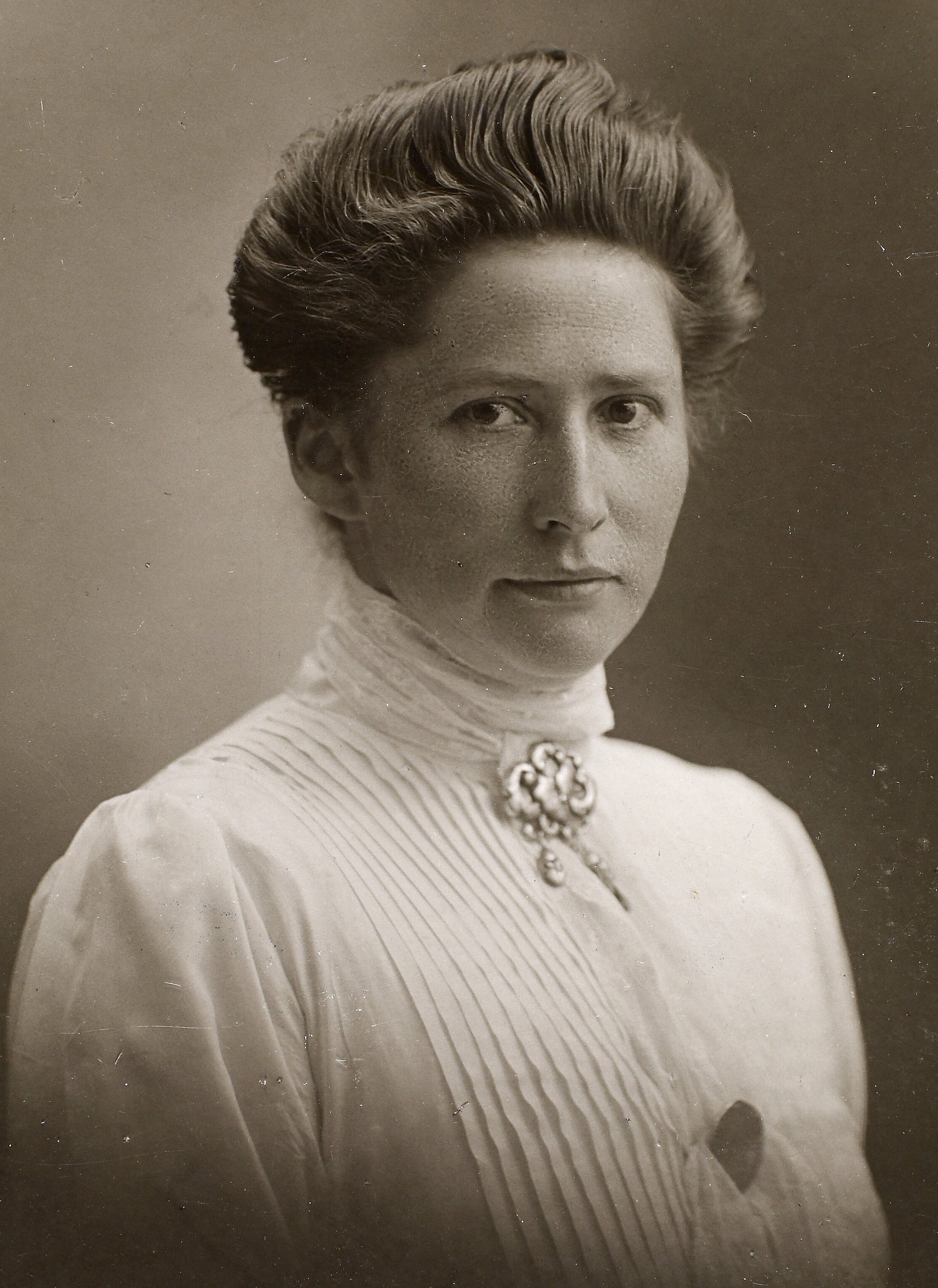
Marie Krogh (1874–1943), Fotografie von Albert Schou jr.

Marie Krogh, geborene Birte Marie Jørgensen, (* 25. Dezember 1874 in Gemeinde Husby, Teil der heutigen  Middelfart Kommune; † 26. März 1943 in Kopenhagen),  war  eine dänische Physiologin und Ärztin.

## Jugend und Studium
Birte Marie Jørgensen war die Tochter des Bauernpaares Anders und Ane Jørgensen. Sie wurde in Vosegård geboren, einem Bauernhof auf dem Gut Wedellsborg auf Fünen. Fünf ihrer Geschwister starben als Kinder an Tuberkulose. Sie wollte Ärztin werden, konnte aber erst mit 24 Jahren studieren und blieb bis dahin auf dem Hof, um ihrer Mutter zu helfen.
Sie ging nach Kopenhagen, um an der Schule Zahle zu studieren, und trat 1901 in die Universität ein. Sie war die einzige Frau in der Studentengruppe. 1904 war dort August Krogh der Laborprofessor. Trotz seiner frauenfeindlichen Vorurteile entwickelte sich mit Marie eine Romanze und Zusammenarbeit. Noch vor Abschluss ihres Studiums begann sie, sich an August Kroghs Forschungen für den Physiologieprofessor Christian Bohr zu beteiligen. Marie schloss ihr Medizinstudium 1907 ab.
In den folgenden Jahren verfolgte sie ihre Karriere als Ärztin, die Gründung ihrer Familie, die Zusammenarbeit mit August Krogh und eigene Forschungen, die ihr 1914 als vierte dänische Frau den Titel „Doktorin der Medizin“ einbrachten.

## Forschungstätigkeiten
Als Marie August Krogh kennenlernte, war er von Christian Bohr an der Universität Kopenhagen als Lehrer und wissenschaftlicher Mitarbeiter rekrutiert worden. Er war für seinen kreativen Einfallsreichtum und seine intellektuelle und methodische Strenge geschätzt. Insbesondere forderte Bohr ihn auf, nachzuweisen, dass Sauerstoff aus der Luft der Lungenbläschen durch ein aktives Transportphänomen, eine Art Sekretion, ins Blut gelangt. Krogh miniaturisierte ein Gerät, das Mikrotonometer, das Gasdruckmessungen direkt in der Halsschlagader ermöglicht, aber die Ergebnisse von Augusts und Maries Experimenten widersprachen tendenziell Bohrs Sekretionstheorie.

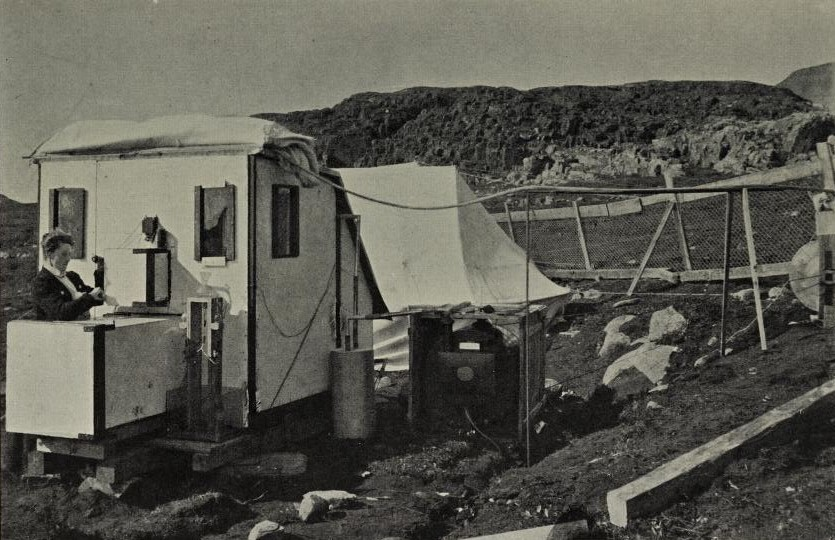
Marie Krogh arbeitet mit der Versuchskammer zur Messung des Atemstoffwechsels (1908 Expedition nach Grönland von August und Marie Krogh).

 Im Sommer 1908 reiste das Ehepaar Krogh nach Grönland auf die Diskoinsel, um die Ernährung und den Stoffwechsel der lokalen Bevölkerung zu untersuchen. Diese Reise markierte auch das Ende der Zusammenarbeit mit Christian Bohr.
Die folgenden Jahre waren schwierig, weil August Krogh kein eigenes Labor bekam. Sein Einkommen blieb bescheiden. Im Januar 1910 veröffentlichten die Kroghs in der Zeitschrift Skandinavisches Archiv für Physiologie sieben wissenschaftliche Artikel, die die Ergebnisse der in den Vorjahren durchgeführten Arbeiten von August und Marie zur Physiologie der Atmung präsentierten. Marie hatte zwei davon mit unterzeichnet: On the Tensions of Gases in the Arterial Blood (Über Gasdrücke im arteriellen Blut) und On the Rate of Diffusion of Carbonic Oxide into the Lungs of Man (Über die Diffusionsrate von Kohlenmonoxid in der menschlichen Lunge). Diese sieben Artikel mit dem Spitznamen "The seven little devils" (Die sieben kleinen Teufel) markierten einen wichtigen Wendepunkt in der Geschichte der Physiologie.
Marie Krogh legte 1914 ihre Dissertation Luftdiffusionen gennem Menneskets Lunger (Luftdiffusion durch die Lunge des Menschen) vor, die definitiv belegt, dass das Eindringen von Sauerstoff in das Blut innerhalb der Lunge durch einfache Diffusion erfolgt. Sie ist die Erfinderin des Kohlenmonoxid-Diffusionskapazitätstests oder DLCO (The single breath carbon monoxide (CO) diffusing capacity test), dessen Prinzipien und Anwendung sie genau beschreibt. Mehr als hundert Jahre später wird dieser Test noch immer hunderttausende Male im Jahr in pneumologischen Praxen auf der ganzen Welt eingesetzt, um den Funktionszustand von Patienten mit Atemwegserkrankungen zu beurteilen. Die auf das Alveolarvolumen indizierte Größe Kco ist als Krogh-Faktor nach ihr benannt. Sie arbeitete weiter an Hämoglobin und den biologischen Wirkungen von Digitalis, die sie für die Arzneimittelherstellung standardisierte.

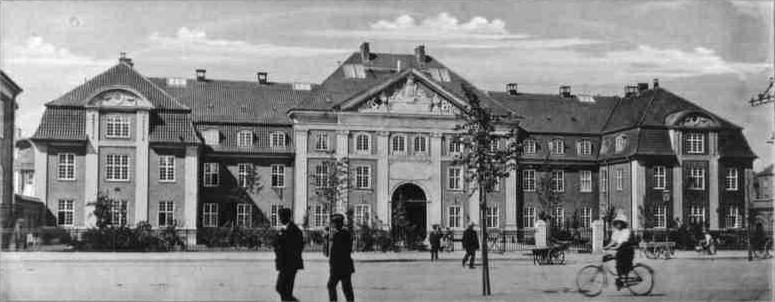
Das Rigshospitalet in Kopenhagen, als Marie Krogh dort praktizierte

1914 und 1915 beteiligte sie sich als klinische Assistentin am Rigshospitalet im Dienste von Hans Christian Gram an seinen Arbeiten zur Schilddrüse. Als Klinikerin interessierte sie sich weiterhin für dieses Thema, um ihre Patienten mit Morbus Basedow zu diagnostizieren und zu behandeln. Um 1930 nahm sie mit Harald Okkels die Forschung wieder auf, um die Interaktion zwischen Schilddrüse und Hypophyse zu untersuchen.
Während ihrer gesamten Karriere interessierte sie sich auch sehr für Ernährungsfragen.

## Entwicklungsaktivitäten
August Krogh erhielt 1920 den Nobelpreis für seine Arbeiten zur Anpassung an die muskulären Bedürfnisse des Blutflusses in Kapillaren. Kurz darauf erfuhr Marie, dass sie Typ-2-Diabetes hatte, eine Krankheit, die man damals noch nicht heilen konnte. Die von August geplante Vortragsreise nach seinem Nobelpreis wurde auf 1922 verschoben, bis Marie sich besser fühlte und ihn begleiten konnte.
Während sich das Paar in den USA aufhielt, hatten kanadische Forscher erhebliche Fortschritte bei der Isolierung von Insulin und seiner therapeutischen Anwendung gemacht. Marie Krogh bestand darauf, dass ihr Mann die Entdecker kontaktierte. John Macleod begrüßte August Krogh im November 1922 in Toronto.
Sie kehrten nach Dänemark zurück mit dem Rezept zur Extraktion von Insulin und der Erlaubnis, es für Skandinavien herzustellen. Sie begannen im Dezember. Sie arbeiteten mit Hans Christian Hagedorn zusammen, um den Prozess zu verbessern, und Apotheker August Kongsted, um die Einführung zu finanzieren. Ab Frühjahr 1923 wurden die ersten Patienten behandelt. Die ersten Insulinchargen wurden von der zu Kongsted gehörenden Firma unter der Marke Leo vermarktet, dann wurde ein eigenes Unternehmen gegründet, das Nordisk Insulinlaboratorium, das diese übernahm. Die Gebrüder Pedersen, die für die Konstruktion der Maschinen verantwortlich waren, nahmen ebenfalls an der Markteinführung teil, machten sich jedoch schnell selbstständig und gründeten ein konkurrierendes Unternehmen, Insulin Novo. Erst 1989 fusionierten die beiden Unternehmen zum Pharmaunternehmen Novo Nordisk.
In den 1930er Jahren beteiligte sich Marie Krogh an der öffentlichen Debatte, um sich für eine bessere Ernährung mit mehr frischem Obst und Gemüse einzusetzen. Sie unterstützte auch den naturwissenschaftlichen Unterricht für Mädchen.

## Auszeichnungen
1930 erhielt Marie Krogh das Tagea Brandts Rejselegat (deutsch Tagea Brandts Reisestipendium), mit dem sie auf die Kanarische Inseln reiste, um Ernährung zu studieren.
Der Marie og August Krogh Prisen (Marie-und-August-Krogh-Preis), der von der Organisation der dänischen medizinischen Gesellschaften verliehen wird, zeichnet jedes Jahr einen herausragenden Forscher in Dänemark aus. Er ist mit einem Forschungsstipendium von 1.250.000 dkr und einem persönlichen Bonus von 250.000 dkr aus Mitteln der Novo-Nordisk-Stiftung ausgestattet. In Anerkennung der zentralen Rolle von Marie Krogh in der Geschichte der Stiftung und der physiologischen Forschung wurde der 1969 geschaffene August Krogh Prisen 2009 umbenannt, um den vollen Wert der Beiträge der beiden Ehepartner zu würdigen.

## Familienleben
Marie Jørgensen heiratete 1905 den späteren Nobelpreisträger für Medizin, August Krogh.
Sie gebar vier lebende Kinder, zwischen 1908 und 1918. Die jüngste, Bodil Mimi, folgte dem Vorbild ihrer Eltern und wurde Physiologin. Sie heiratete den Biologen Knut Schmidt-Nielsen und wurde als erste Frau Präsidentin der American Physiological Society.
Nach ihrer Rückkehr aus Grönland arbeitete Marie Krogh als Hausärztin in Kopenhagen. Bevor Augusts Ruhm bedeutend wurde, half diese Arbeit dabei, die Bedürfnisse der Familie zu erfüllen. Marie Krogh übte sie während ihrer gesamten Karriere aus, um gleichzeitig die Forschung ihres Mannes zu unterstützen und ihre eigene verfolgen zu können.
1923 akzeptierte das Rockefeller Institute den Vorschlag von August Krogh, ein Forschungszentrum in Dänemark zu errichten. Das Rockefeller Instituttet wurde 1928 in Kopenhagen eröffnet und mit zahlreichen Labors ausgestattet. Die Kroghs profitierten von einem Pavillon, in dem sich die Familie niederließ, Juliane Maries Vej 34.
Marie Krogh starb 1943 an Brustkrebs.